# Правительство Дальневосточной республики
Прави́тельство Дальневосто́чной респу́блики (Прави́тельство ДВР), в прежней орфографии — Прави́тельство Да́льне-Восто́чной Респу́блики — высший орган государственной власти (коллективный глава государства) в Дальневосточной республике.
В марте 1920 года было создано Дальбюро РКП(б), на которое ЦК партии возложила руководство подготовкой и строительством ДВР. ДВР была провозглашена 6 апреля 1920 в Верхнеудинске (ныне Улан-Удэ) на учредительном съезде трудящихся Прибайкалья, избравшем Временное правительство ДВР, руководящую роль в которой играл рабочий класс во главе с компартией. Первой её столицей стал Верхнеудинск.
Впервые правительство было сформировано на учредительном съезде трудящихся Прибайкалья и называлось «Пленум народно-революционной власти», который возглавил Александр Михайлович Краснощёков. В составе правительства также был сформирован Совет министров Дальневосточной республики.
В начале 1922 года Краснощёкова сменил его однопартиец Н. М. Матвеев.

## История
Состоявшийся в конце марта 1920 года учредительный съезд трудящихся Забайкалья образовал «Центральный областной орган народно-революционный власти», который исполнял роль Временного правительства Дальневосточной республики и получил название «Пленум народно
-революционной власти». В состав правительства было избрано 25 человек, а председателем назначен Александр Михайлович Краснощёков. Из своего состава пленум избрал «президиум народно-революционной власти» в составе 9 человек, который имел распорядительно-исполнительные полномочия (например, назначение министров). В составе правительства также был создан Совет министров Дальневосточной республики, отдельные министерства которого часто возглавляли члены президиума. Председатель президиума — Александр Михайлович Краснощёков часто назывался и председателем Совета министров. Постепенно президиум и Совет министров вытеснили пленум, и с сентября 1920 года он более не созывался.

## Правление
| № | Имя                   | Фото | Начало полномочий | Конец полномочий |
| - | --------------------- | ---- | ----------------- | ---------------- |
| 1 | Александр Краснощёков |      | 1920              | 1921             |
| 2 | Николай Матвеев       |      | 1921              | 1922             |